# موزه ایژوری
موزهٔ ایژوری  موزه‌ای از تاریخ و فرهنگ مردم ایژوری است که در روستای روچی در بخش کینگیسپسکی منطقهٔ لنینگراد در روسیه واقع شده‌است. یک مرکز فرهنگی ایژوری در این موزه وجود دارد، و کسانی که مایلند می‌توانند در دوره‌های آموزشی ساخت صنایع دستی شرکت کنند یا زبان اینگریایی را بیاموزند.
مجموعهٔ موزه در سال ۱۹۹۰ میلادی تأسیس شد و از سال ۱۹۹۳ در ساختمان دبستان سابق روستای روچی به نمایش آثار می‌پردازد. این مجموعه به‌طور مداوم در حال تکمیل است، و عمدتاً از طریق کمک‌های مالی ساکنان روستاهای اطراف به حیاتش ادامه می‌دهد. علاوه بر وسایل خانه، یک نمایشگاه باستان‌شناسی و نمایشگاهی از عکس‌هایی از اوایل قرن بیستم وجود دارد که کمک می‌کند تا تصویر روشن‌تری از تاریخ مردم ایژوری به مخاطب ارائه شود.

## تاریخچه
نمایشگاه موزهٔ تاریخ و فرهنگ ایژوری در ۱ آوریل ۱۹۹۰ تأسیس شد. در ۱ اکتبر ۱۹۹۳، با حمایت مزرعهٔ اشتراکی ماهیگیری «بالتیکا»، موزه‌ای بر اساس این نمایشگاه واقع در ساختمان مدرسهٔ ابتدایی سابق در روستای روچی افتتاح شد. این موزه در ابتدا کوچک بود، وضعیت یک مزرعهٔ جمعی را داشت و نمایشگاه گسترده‌ای نداشت، اما چند سال بعد مورد توجه قرار گرفت و مجموعهٔ آن به‌طور قابل توجهی رشد کرد - در درجهٔ اول به دلیل هدایای ساکنان روستاهای اطراف و سایر مناطق مسکونی که ساکنان آن ایژوری بودند.
در سال ۲۰۱۴ بر اساس موزه، مطالعهٔ سفال سنتی ایژوری با هدف احیای آن آغاز شد، به همین منظور مرکز سفال «سویکا» در موزه افتتاح شد. در سال ۲۰۱۵، کارکنان موزه به‌طور کامل تغییر کردند. در سال ۲۰۱۹، فعالیت‌های تغییر شکل موزه توجه شرکت نورد استریم ۲ قرار گرفت که کمک‌های مالی به این موزه ارائه کرد. در آغاز سال، سنگ بنایی در محل مرکز آیندهٔ زبان و صنعت ایژوری گذاشته شد که تمرکز اصلی آن سفالگری بود. این مرکز از ژوئیه تا دسامبر ۲۰۱۹ ساخته شد و در ۱۳ مارس ۲۰۲۰ با حضور فرماندار منطقه لنینگراد، الکساندر دروزدنکو افتتاح شد.

## موزه
نمایشگاه موزه در طبقهٔ همکف ساختمان قرار دارد و دو سالن را اشغال می‌کند که با یک طاق به هم متصل شده‌اند. نمایشگاه‌هایی که در آنها ارائه می‌شود به‌طور مداوم در مورد تاریخ ایژورین برنامه دارند، از ابزارهای سنگی و سایر یافته‌های باستان‌شناسی شروع می‌شود و با عکس‌های تاریخی اوایل قرن بیستم و اقلام اصلی خانگی پایان می‌یابد. بخش قابل توجهی از نمایشگاه به ماهیگیری اختصاص دارد: قلاب، تور، شناور و اقلام لباس ماهیگیری ارائه شده‌است. چندین مدل از قایق‌های ماهیگیری سنتی ایژوری نیز در اینجا به نمایش گذاشته شده‌است. ادوات کشاورزی و همچنین اقلام مختلف خانگی که عمدتاً به زندگی زنان ایژوری مربوط می‌شود ارائه شده‌اند: لباس‌های جشن و روزمرهٔ ایژوری مربوط به قرن نوزدهم تا بیستم میلادی، محصولات بافته‌شده و بافتنی تزئین شده با الگوهای سنتی، ابزارهای صنایع دستی، از جمله بافندگی و صندوقچه‌های سنتی برای جهیزیه، بخش مهمی از مجموعهٔ موزهٔ را تشکیل می‌دهند. وسایل خانه در مجموعهٔ موزه شامل هدایایی از ساکنان ویستینو و دیگر روستاهای ایژوری است، از جمله مواردی که توسط خود آنها ساخته شده‌اند.
این موزه، به‌طور جداگانه، مصنوعات مختلفی را که در حفاری تپه‌ها و گورهای تدفین در مناطق Kingisepp و Lomonosov کشف شده‌اند را نیز ارائه می‌دهد. از جمله مواردی از تدفین ایژوری در قرن چهاردهم و صلیب سنگی قرن شانزدهم از روستای Bolshoye Stremleniya که همچنین توسط ساکنان به موزه اهدا شده‌است.
کارکنان موزه یک گروه فولکلور را سازماندهی می‌کنند که مناسبت‌های مختلف را گرامی می‌دارند و در جشنواره‌ها، از جمله جشنواره‌های روسیه شرکت می‌کنند. این موزه به‌طور منظم میزبان نمایشگاه‌های مختلف است، و در پروژهٔ فدرال «سرزمین مادری من - منطقهٔ لنینگراد» شرکت می‌کند.

## مرکز زبان و هنر
ساختمان مرکز زبان و صنعت ایژورین متشکل از یک کارگاه سفالگری کاملاً مجهز، یک سالن نمایشگاه و اتاق‌های ابزار است و مساحت کل مرکز ۱۵۳ متر مربع است. علاوه بر تحقیق در مورد صنایع دستی سنتی، این مرکز به آموزش اضافی برای کودکان و جوانان نیز می‌پردازد: کارگاه‌هایی برای زبان ایژورییی، ریسندگی و بافندگی از پشم، سفال و صنایع دستی بافندگی وجود دارد. دانش‌آموزان همچنین می‌توانند یاد بگیرند که چگونه اسباب‌بازی‌های سنتی یا سوت‌های گلی Kukkoishoittu را بسازند.